# Jami (軟體)
Jami（曾名為GNU Ring、SFLphone）是一個開放原始碼且相容於SIP的軟體電話與即時通訊軟體，提供Linux、Microsoft Windows、macOS與Android平臺的版本，其可以不靠中央伺服器運作。Jami是以GNU通用公共许可证授權的自由软件。2016年11月，它成為了GNU計劃的一部份。其在大多數的主要Linux發行版均有提供軟體包，其中包含了Debian、Fedora與Ubuntu。也提供了單獨的GNOME與KDE版本。
因為採用了分散式雜湊表技術（例如BitTorrent網路就有使用），Jami建立了自己的網路，並可提供目錄、認證、加密等功能給連結到它的所有系統。
Jami是由Savoir-faire Linux開發與維護；它將自己定位為潛在的Skype自由軟體替代品。Jami的文件則可在它的Tuleap Wiki上閱讀。
Ring在2018年12月18日重新命名為Jami。

## 歷史
SFLphone曾是在Linux下少數幾個預設即支援PulseAudio的軟體電話。Ubuntu的文件推薦企業使用它，因為其有如會議與通話轉接等功能。2009年，CIO雜誌將SFLphone列為五個最值得注意的開放原始碼VoIP軟體電話之一。
而從SFLphone改名為Ring後，其仍保留了SIP的相容性與支援，同時加入了不需要中心伺服器就可以使用的通訊平臺。

## 設計
Jami基於MVC模型，有幕後程式（模型）與客戶端（視圖）通訊。幕後程式處理所有包含通訊層(SIP/IAX)、音訊錄製與播放等等的行程。而客戶端則是一個圖形化的使用者介面。D-Bus則可以充當控制器來讓客戶端與幕後程式間進行通訊。

## 功能
- 有OpenDHT支援並與SIP相容[3]
- 無限制的通話數
- 即時通訊
- 可搜尋的通話歷史
- 通話錄音[3]
- 通話轉接
- 自動通話回覆
- 通話保留
- 多方音訊的音訊與視訊通話[3]與實驗性的視訊會議[9]
- 實驗性的多頻道音訊支援
- 通話中串流視訊與音訊檔案
- 支援TLS與SRTP
- 支援多種音訊編解碼器[3]：G711u, G711a, GSM, Speex (8, 16, 32 kHz), Opus, G.722（Speex支援靜音偵測）
- 多SIP帳號支援，每個帳號的STUN支援與SIP存在訂閱
- DTMF支援
- 自動增益控制
- 帳號協助精靈
- 全域鍵盤快捷鍵
- 支援Flac與Vorbis鈴聲[9]
- 桌面通知：語音信箱號碼、來電、資訊訊息
- SIP重新邀請
- 在GNOME與KDE中的通訊錄整合
- 支援PulseAudio
- 支援JACK Audio Connection Kit
- 多語系支援
- 自動開啟連入的URL
- 聊天、視訊與語音的端對端加密[10]
- 分散式網路

## 外部連結
- 官方网站
- 官方部落格 （页面存档备份，存于）